# Inese Jaunzeme
Inese Jaunzeme, född 21 maj 1932 i Pļaviņas, Lettland, död 13 februari 2011 i Riga, var en lettisk friidrottare som tävlade för Sovjetunionen.
Jaunzeme blev olympisk mästare i spjutkastning vid olympiska sommarspelen 1956 i Melbourne.